# Corneille Smeets
Cornelius Franciscus (Corneille) Smeets (Posterholt, 12 november 1903 – 23 februari 1978) was een Nederlands burgemeester.
Hij werd geboren als zoon van Frans Jozef Ignatius Smeets (1868-1939) en Maria Anna Hubertina Gertrudis Ketels (1869-1931). Hij was de broer van Henri Smeets, voormaliger burgemeester van Zoeterwoude. Zijn vader was bierbrouwer en gemeentesecretaris van Posterholt. Zelf was hij aan het begin van zijn loopbaan werkzaam bij de gemeentesecretarie van Posterholt. In 1926 werd hij eerste ambtenaar ter secretarie bij de gemeente Hazerswoude en midden 1931 volgde zijn aanstelling tot adjunct-commies bij de Provinciale Griffie van Noord-Holland. Vervolgens was hij vanaf 1937 gemeentesecretaris van Assendelft voor hij in november 1945 benoemd werd tot burgemeester van Castricum. In december 1968 ging Smeets met pensioen en begin 1978 overleed hij op 74-jarige leeftijd.